# Liga ACT 2017
La temporada 2017 de la Liga ACT (conocida como Eusko Label Liga por motivos de patrocinio) es la decimoquinta edición de la competición de traineras organizada por la Asociación de Clubes de Traineras. Compitieron 12 equipos encuadrados en un único grupo. La temporada regular comenzó el 1 de julio en Bilbao (Vizcaya) y terminó el 27 de agosto en Boiro (La Coruña). Posteriormente, se disputaron los play-off para el descenso a la Liga ARC o a la Liga LGT.

## Sistema de competición
La competición consta de tres tipos de regatas:
- Regatas puntuables: computan para la clasificación de la liga y todos los clubes deben participar en ellas.
- Regatas no puntuables: no computan para la clasificación de la liga y los clubes pueden no participar en ellas mediando causa justificada. En la temporada 2017, no hubo regatas de este tipo.
- Regatas de play-off: se disputan 2 regatas en la que participan el clasificado en undécimo lugar antes de las dos últimas regatas y dos representantes de la Liga ARC y otros dos de la LGT. El clasificado en último lugar desciende directamente.

En esta edición se disputaron 18 banderas durante la temporada regular y dos regatas de play-off. Todos los integrantes de la Liga ACT disputan las regatas puntuables excepto las dos últimas ya que éstas coinciden con el desarrollo de los play-off. En estas dos últimas regatas no participan los siguientes clasificados después de la decimosexta regata: los clasificados en los puestos noveno y décimo; el penúltimo clasificado ya que rema en la tanda de los play-off y el último, que desciende directamente a las ligas ARC o LGT. Por tanto, estas dos últimas banderas solo las disputan los ocho primeros clasificados tras la disputa de las 16 primeras regatas.

## Calendario

### Temporada regular
Las siguientes regatas tuvieron lugar en 2017.
| Orden | Regata                                                            | Fecha            | Hora  | Localidad     | Provincia  |
| ----- | ----------------------------------------------------------------- | ---------------- | ----- | ------------- | ---------- |
| 1     | VIII Bandera de Bilbao                                            | 1 de julio       | 19:00 | Bilbao        | Vizcaya    |
| 2     | XVI Bandera Ayuntamiento de Sestao                                | 2 de julio       | 12:00 | Portugalete   | Vizcaya    |
| 3     | XXVII Bandera de Orio - V Bandera Orio Kanpina                    | 8 de julio       | 17:30 | Orio          | Guipúzcoa  |
| 4     | Bandera Giroa Veolia                                              | 9 de julio       | 12:00 | San Sebastián | Guipúzcoa  |
| 5     | I Bandera Ciudad de La Coruña                                     | 15 de julio      | 18:00 | La Coruña     | La Coruña  |
| 6     | X Bandera Concejo de Ares                                         | 16 de julio      | 12:00 | Ares          | La Coruña  |
| 7     | V Bandera La Caixa                                                | 22 de julio      | 18:00 | Santander     | Cantabria  |
| 8     | I Bandera Adegi                                                   | 23 de julio      | 12:00 | Pasajes       | Guipúzcoa  |
| 9     | XXXIX Bandera de Guecho - XIII Homenaje a Lehendakari J.A. Agirre | 29 de julio      | 18:00 | Guecho        | Vizcaya    |
| 10    | XXXIV Bandera Petronor                                            | 30 de julio      | 12:00 | Ciérvana      | Vizcaya    |
| 11    | XXIX Bandera de Fuenterrabía - Gran Premio Mapfre                 | 12 de agosto     | 18:00 | Fuenterrabía  | Guipúzcoa  |
| 12    | XXXIII Bandera de Ondárroa - Gran Premio Cikautxo                 | 13 de agosto     | 12:00 | Ondárroa      | Vizcaya    |
| 13    | XL Bandera de Zarauz (jornada 1)                                  | 19 de agosto     | 18:00 | Zarauz        | Guipúzcoa  |
| 14    | XL Bandera de Zarauz (jornada 2)                                  | 20 de agosto     | 12:00 | Zarauz        | Guipúzcoa  |
| 15    | XXXV Bandera Concejo de Moaña - VII Gran Premio Fandicosta        | 26 de agosto     | 18:00 | Moaña         | Pontevedra |
| 16    | XXVII Bandera Concejo de Boiro                                    | 27 de agosto     | 12:00 | Boiro         | La Coruña  |
| 17    | XXXV Bandera Villa de Bermeo                                      | 16 de septiembre | 18:00 | Bermeo        | Vizcaya    |
| 18    | XLIII Bandera El Corte Inglés                                     | 17 de septiembre | 12:00 | Portugalete   | Vizcaya    |

### Play-off de ascenso a Liga ACT
| Orden | Regata      | Fecha            | Hora  | Provincia |
| ----- | ----------- | ---------------- | ----- | --------- |
| 1     | Bermeo      | 16 de septiembre | 18:00 | Vizcaya   |
| 2     | Portugalete | 17 de septiembre | 12:00 | Vizcaya   |

## Traineras participantes
| Equipo                  | Nombre de la Trainera                    | Localidad     | Provincia  |
| ----------------------- | ---------------------------------------- | ------------- | ---------- |
| Cabo da Cruz            | Archivo:Solid Solid red.svg Cabo da Cruz | Boiro         | La Coruña  |
| Tirán Pereira           | Ruly                                     | Tirán (Moaña) | Pontevedra |
| Ares                    | Santa Olalla de Lubre                    | Ares          | La Coruña  |
| Astillero               | San José XIV                             | El Astillero  | Cantabria  |
| Zierbena-Bahías Vizcaya | Zierbena                                 | Ciérvana      | Vizcaya    |
| Kaiku-Producha          | Bizkaitarra                              | Sestao        | Vizcaya    |
| Urdaibai-Avia           | Bou Bizkaia                              | Bermeo        | Vizcaya    |
| Ondarroa-Cikautxo       | Antiguako ama                            | Ondárroa      | Vizcaya    |
| Orio-Babyauto           | Txiki                                    | Orio          | Guipúzcoa  |
| San Pedro               | Libia                                    | Pasajes       | Guipúzcoa  |
| San Juan-Sumelec        | San Juan                                 | Pasajes       | Guipúzcoa  |
| Hondarribia             | Ama Guadalupekoa                         | Fuenterrabía  | Guipúzcoa  |

 Los clubes participantes están ordenados geográficamente, de oeste a este 

### Equipos por provincia
| Provincia  | N. | Equipos                                                                   |
| ---------- | -- | ------------------------------------------------------------------------- |
| Guipúzcoa  | 4  | Hondarribia, Orio-Babyauto, San Juan-Sumelec, San Pedro                   |
| Vizcaya    | 4  | Kaiku-Producha, Ondarroa-Cikautxo, Urdaibai-Avia, Zierbena-Bahías Vizcaya |
| La Coruña  | 2  | Ares, Cabo da Cruz                                                        |
| Cantabria  | 1  | Astillero                                                                 |
| Pontevedra | 1  | Tirán Pereira                                                             |

### Ascensos y descensos
| Pos. | Ascendidos de ligas ARC 2016 y LGT 2016 |
| ---- | --------------------------------------- |
| 1.º  | Ondarroa-Cikautxo                       |
| 1.º  | Ares                                    |

| Pos. | Descendido a liga ARC 2017 |
| ---- | -------------------------- |
| 11.º | Portugalete-Eulen          |
| 12.º | Zumaia                     |

     Ascenso después de play-off.

     Descenso directo ordinario.

     Descenso después de play-off.

     Descenso administrativo o desaparición.

## Clasificación

### Temporada regular
A continuación se recoge la clasificación en cada una de las regatas disputadas.
Los puntos se reparten entre los doce participantes en cada regata.
| Posición | 1.º | 2.º | 3.º | 4.º | 5.º | 6.º | 7.º | 8.º | 9.º | 10.º | 11.º | 12.º |
| Puntos   | 12  | 11  | 10  | 9   | 8   | 7   | 6   | 5   | 4   | 3    | 2    | 1    |

| Pos. | Club                    | Trainera                                 | 1 BIL | 2 SES | 3 ORI | 4 GIR | 5 CÑA | 6 ARE | 7 CAX | 8 ADE | 9 GUE | 10 PET | 11 FUE | 12 OND | 13 ZA1 | 14 ZA2 | 15 MOA | 16 BOI | 17 BER | 18 ING | Puntos |
| ---- | ----------------------- | ---------------------------------------- | ----- | ----- | ----- | ----- | ----- | ----- | ----- | ----- | ----- | ------ | ------ | ------ | ------ | ------ | ------ | ------ | ------ | ------ | ------ |
| 1    | Urdaibai-Avia           | Bou Bizkaia                              | 1     | 3     | 2     | 2     | 1     | 2     | 2     | 2     | 3     | 1      | 1      | 1      | 2      | 3      | 3      | 1      | 2      | 1      | 201    |
| 2    | Hondarribia             | Ama Guadalupekoa                         | 2     | 4     | 1     | 3     | 2     | 3     | 3     | 1     | 1     | 2      | 2      | 2      | 3      | 1      | 1      | 2      | 1      | 4      | 196    |
| 3    | Orio-Babyauto           | Txiki                                    | 4     | 1     | 5     | 1     | 3     | 5     | 1     | 4     | 2     | 5      | 3      | 3      | 1      | 2      | 2      | 6      | 3      | 2      | 181    |
| 4    | Kaiku-Producha          | Bizkaitarra                              | 3     | 5     | 4     | 6     | 6     | 8     | 4     | 5     | 4     | 4      | 4      | 5      | 5      | 4      | 4      | 3      | 4      | 3      | 153    |
| 5    | Zierbena-Bahías Vizcaya | Zierbena                                 | 5     | 11    | 3     | 11    | 10    | 1     | 7     | 3     | 8     | 3      | 5      | 4      | 4      | 11     | 5      | 4      | 7      | 5      | 127    |
| 6    | San Juan-Sumelec        | Erreka                                   | 6     | 8     | 11    | 5     | 5     | 12    | 5     | 9     | 6     | 7      | 6      | 6      | 6      | 5      | 6      | 5      | 5      | 7      | 114    |
| 7    | Tirán Pereira           | Pereira                                  | 9     | 2     | 10    | 8     | 4     | 11    | 8     | 11    | 5     | 6      | 7      | 11     | 11     | 6      | 7      | 9      | 8      | 8      | 93     |
| 8    | Ondarroa-Cikautxo       | Antiguako ama                            | 7     | 10    | 7     | 4     | 8     | 9     | 9     | 6     | 9     | 8      | 8      | 9      | 10     | 10     | 8      | 10     | 6      | 6      | 90     |
| 9    | San Pedro               | Libia                                    | 8     | 9     | 6     | 7     | 7     | 10    | 11    | 8     | 7     | 10     | 10     | 7      | 7      | 9      | 10     | 8      | DNP    | DNP    | 74     |
| 10   | Cabo da Cruz            | Archivo:Solid Solid red.svg Cabo da Cruz | 11    | 6     | 8     | 9     | EX    | 4     | 6     | 7     | 10    | 9      | 9      | 10     | 12     | 7      | 9      | 7      | DNP    | DNP    | 71     |
| 11   | Ares                    | Santa Olalla de Lubre                    | 10    | 7     | 9     | 10    | 11    | 7     | 12    | 10    | 11    | 12     | 12     | 8      | 9      | 8      | 11     | 12     | DNP    | DNP    | 49     |
| 12   | Astillero               | San Jose XIV                             | 12    | 12    | 12    | 12    | 9     | 6     | 10    | 12    | 12    | 11     | 11     | 12     | 8      | 12     | 12     | 11     | DNP    | DNP    | 34     |

| Color                            | Resultado                      |
| -------------------------------- | ------------------------------ |
| Oro                              | Ganador                        |
| Plata                            | Segundo                        |
| Bronce                           | Tercero                        |
| Verde                            | Puntuó                         |
| Negro                            | DSQ - Descalificado            |
| Sin color                        | EX - Excluido. Fuera de regata |
| DNP - Inscrito pero no participó |                                |

### Play-off de ascenso a Liga ACT
Los puntos se reparten entre los cinco participantes en cada regata.
| Posición | 1.º | 2.º | 3.º | 4.º | 5.º |
| Puntos   | 5   | 4   | 3   | 2   | 1   |

| Pos. | Club                | Trainera              | 1 BER | 2 POR | Puntos |
| ---- | ------------------- | --------------------- | ----- | ----- | ------ |
| 1    | Santurtzi-Iberdrola | Sotera                | 1     | 1     | 10     |
| 2    | Donostiarra         | Torrekua              | 2     | 2     | 8      |
| 3    | Samertolameu        | Meira Mar             | 3     | 3     | 6      |
| 4    | Ares                | Santa Olalla de Lubre | 4     | 4     | 4      |
| 5    | Puebla              | Carmela               | 5     | 5     | 2      |